# Mount Macoun
Mount Macoun är ett berg i Kanada.   Det ligger i provinsen British Columbia, i den centrala delen av landet, 3 100 km väster om huvudstaden Ottawa. Toppen på Mount Macoun är 2 778 meter över havet, eller 12 meter över den omgivande terrängen. Bredden vid basen är 0,19 km.
Terrängen runt Mount Macoun är huvudsakligen bergig. Trakten runt Mount Macoun är nära nog obefolkad, med mindre än två invånare per kvadratkilometer.. Det finns inga samhällen i närheten. 
Trakten runt Mount Macoun består i huvudsak av gräsmarker.